# Karpiniarz

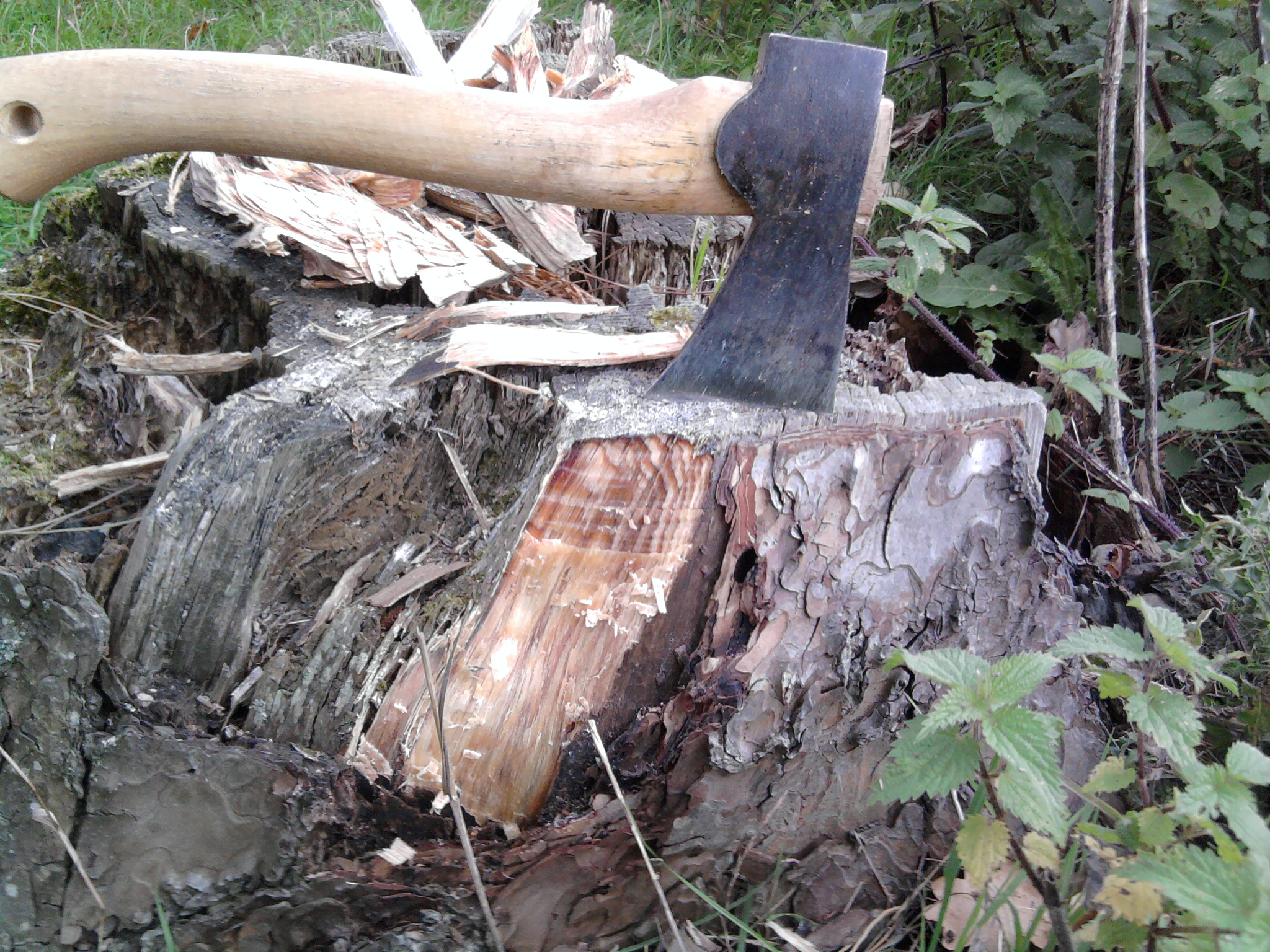
Usuwanie karpy siekierą

Karpiniarz – robotnik zajmujący się wykopywaniem karp pozostałych po ścięciu drzewa i przygotowaniem ich do obróbki.